# James F. Fulbright
James Franklin Fulbright (* 24. Januar 1877 bei Millersville, Cape Girardeau County, Missouri; † 5. April 1948 in Springfield, Missouri) war ein US-amerikanischer Politiker. Zwischen 1923 und 1933 vertrat er dreimal den Bundesstaat Missouri im US-Repräsentantenhaus.

## Werdegang
James Fulbright besuchte die öffentlichen Schulen seiner Heimat und danach bis 1900 die State Normal School in Cape Girardeau. In den folgenden Jahren arbeitete er als Lehrer in seiner Heimat. Nach einem Jurastudium an der Washington Law School in St. Louis und seiner 1903 erfolgten Zulassung als Rechtsanwalt begann er ab 1904 in Doniphan in diesem Beruf zu arbeiten. Zwischen 1906 und 1912 fungierte er als Staatsanwalt im Ripley County. Gleichzeitig schlug er als Mitglied der Demokratischen Partei eine politische Laufbahn ein. Zwischen 1913 und 1919 saß Fulbright als Abgeordneter im Repräsentantenhaus von Missouri; seit 1915 war er dessen Präsident. Von 1919 bis 1921 amtierte er als Bürgermeister von Doniphan. Im Jahr 1928 nahm er an der Democratic National Convention in Houston teil, auf der Al Smith als Präsidentschaftskandidat nominiert wurde.
Bei den Kongresswahlen des Jahres 1922 wurde Fulbright im 14. Wahlbezirk von Missouri in das US-Repräsentantenhaus in Washington, D.C. gewählt, wo er am 4. März 1923 die Nachfolge von Edward D. Hays antrat. Bis zum 3. März 1925 konnte er zunächst nur eine Legislaturperiode im Kongress absolvieren. Im Jahr 1924 unterlag er dem Republikaner Ralph Emerson Bailey, den er nach einem Wahlsieg im Jahr 1926 am 4. März 1927 wieder ablöste. Damit konnte James Fulbright zwischen 1927 und 1929 eine zweite Amtszeit im Kongress verbringen. Im Jahr 1928 verlor er gegen den Republikaner Dewey Jackson Short. Nach einem erneuten Wahlsieg bei den Kongresswahlen des Jahres 1930 konnte Fulbright Short am 4. März 1931 wieder ablösen und bis zum 3. März 1933 eine letzte Legislaturperiode im US-Repräsentantenhaus absolvieren. Da sein Wahlbezirk in diesem Jahr aufgelöst wurde, bewarb er sich 1932 in einem anderen Distrikt erfolglos um die Nominierung seiner Partei für die Kongresswahlen.
Nach seinem Ausscheiden aus dem US-Repräsentantenhaus praktizierte James Fulbright wieder als Anwalt. Im Jahr 1936 leitete er den regionalen demokratischen Parteitag in Missouri. Zwischen 1937 und seinem Tod am 5. April 1948 war er Richter am Berufungsgericht in Springfield.